# Rublowka
Rublowka (ros. Рублёвка) – potoczna nazwa zachodniego przedmieścia Moskwy. Dawniej miejsce wypoczynku Józefa Stalina, Leonida Breżniewa, Borysa Jelcyna oraz innych przywódców sowieckich. Zmarli tam Włodzimierz Lenin i Józef Stalin. Obecnie skupisko rezydencji milionerów i jedno z najbardziej prestiżowych miejsc w Rosji.
Dojazd z Moskwy szerokim prospektem Kutuzowa. W miejscowościach położonych przy wąskiej i krętej szosie rublowsko-uspienskiej, zwanej Rublowką, mieszkają najbogatsi Rosjanie, najwyżsi rosyjscy urzędnicy, ministrowie, szefowie administracji Kremla. Najbardziej znane i prestiżowe wioski Rublowki to odległe od siebie o 3 km Barwicha i Żukowka – obie bardzo zatłoczone.
W Barwisze wciąż jest rozbudowywany jedyny w swoim rodzaju, wiejski dom towarowy nazwany Barvicha Luxury Village – Barwicha Wioska Luksusu. Jest to ciągnący się na kilometr rząd piętrowych butików z luksusowymi towarami najbardziej znanych i drogich producentów odzieży (Armani, Brioni, Dolce & Gabbana), firm jubilerskich (Bulgari, Chopard, Tiffany), salonów z superdrogimi samochodami legendarnych marek (Bentley, Maserati, Ferrari, Lamborghini). W Żukowce najbardziej popularnym osiedlem jest Jabłoniewyj Sad.